# Atractus clarki
Espèce
Atractus clarki est une espèce de serpents de la famille des Dipsadidae.

## Répartition
Cette espèce se rencontre au Panama et dans le département du Chocó en Colombie.

## Description
L'holotype de Atractus clarki, une femelle, mesure 313 mm dont 35 mm pour la queue.

## Étymologie
Cette espèce est nommée en l'honneur d'Herbert Charles Clark (1877–1960).

## Publication originale
- Dunn & Bailey, 1939 : Snakes from the uplands of the Canal Zone and of Darien. Bulletin of the Museum of Comparative Zoology at Harvard University, vol. 86, no 1, p. 1-22 (texte intégral).